# Ottopotto
Ottopotto är en sjö i Ockelbo kommun i Gästrikland och ingår i Gavleåns huvudavrinningsområde.
Sjöns namn Ottopotto är en palindrom.